# Jeanny Canby
Jeanny Vorys Canby (14 de julio de 1929-18 de noviembre de 2007) fue una arqueóloga estadounidense y estudiosa del Antiguo Oriente Próximo. Es conocida por su restauración de la estela de Ur-Nammu.

## Primeros años
Jeanny Esther Vorys nació en Columbus, Ohio. Su padre, John Martin Vorys, era congresista. Estudió en el Bryn Mawr College, obtuvo un posgrado en arqueología en la Universidad de Chicago y volvió a Bryn Mawr para obtener su doctorado.
En 1959 se casó con Thomas Yellott Canby, editor y escritor de la revista National Geographic. Tuvieron dos hijos; posteriormente se divorciaron.

## Carrera
Tras su doctorado, Canby se incorporó a una excavación en Hattusa (Turquía), un antiguo yacimiento hitita. Estudió cetrería y determinó que era una actividad recreativa entre los hititas.
Canby trabajó durante diecisiete años como conservadora del ala del Antiguo Oriente Próximo del Museo Walters de Baltimore. Dio clases en la Universidad Johns Hopkins y fue profesora visitante en la Universidad de Columbia, en Nueva York. Su principal objetivo siguió siendo la conservación e investigación de objetos arqueológicos.
Tras su jubilación, Canby se convirtió en voluntaria en el Museo Penn de Filadelfia. Su estudio de un pilar de tres metros de altura, la estela de Ur-Nammu, reveló que su restauración era defectuosa. Su reconstrucción en 1925 había sido supervisada a distancia por Leonard Woolley, pero al estar basada en fotografías imprecisas, estaba mal montada. Canby descubrió que varias partes de la estela habían quedado sin incorporar, incluida una mano adulta sobre el hombro de un dios, con unos pies diminutos en su regazo. Al retirar el yeso que rellenaba las partes perdidas de la estela, y al volver a colocar las piezas que encontró en los almacenes del museo, pudo determinar que los pies no pertenecían a un bebé, sino a una mujer que abrazaba a la deidad. La calificó de «escena increíblemente íntima para un monumento real».

## Vida posterior
En 1991, Canby descubrió una estatuilla egipcia de Osiris de 2000 años de antigüedad en una tienda de antigüedades de Filadelfia. Al reconocerla como robada del Museo Penn, informó del hallazgo a la Oficina Federal de Investigación, que la rastreó hasta la venta de un garaje local. A partir de ahí pudieron localizar otra propiedad del museo, una bola de cristal china, que había sido robada al mismo tiempo que la estatuilla.
Jeanny Vorys falleció el 18 de noviembre de 2007 a causa de una enfermedad pulmonar en Haverford, Pensilvania. Su extensa biblioteca fue donada por sus hijos al British Institute for the Study of Iraq, del que fue miembro durante mucho tiempo.